# Wierasy
Wierasy (biał. Верасы, ros. Верасы) – przystanek kolejowy w pobliżu miejscowości Przyłuki, w rejonie brzeskim, w obwodzie brzeskim, na Białorusi.